# Брод (община Щръбце)
Брод (на албански: Brod; на сръбски: Брод) е село в Косово, разположено в община Щръбце, окръг Феризово. Намира се на 836 метра надморска височина. Населението според преброяването през 2011 г. е 1680 души, от тях: 1678 (99,88 %) албанци и 2 (0,11 %) не се самоопределят.

## Население
Численост на населението според преброяванията през годините:
- 1948 – 863 души
- 1953 – 969 души
- 1961 – 957 души
- 1971 – 1078 души
- 1981 – 1350 души
- 1991 – 1608 души
- 2011 – 1680 души